# Ловари
Лова́ри — цыганская этническая группа, входящая в состав большой цыганской группы рома. На данный момент довольно обширно рассеяны по Европе, России, США. Сформировались как этногруппа на территории Венгрии.

## Диалект
Из полевых материалов Г. Н. Цветкова:
«Диалект ловарей характеризуется большим количеством заимствований слов из венгерского языка, своеобразной интонацией и тоническим ударением, также сформировавшимися в Венгрии.
По музыкальности язык ловарей является одним из самых красивых цыганских языков.

## Общая характеристика
Ловари традиционно занимались торговлей лошадьми на территории Венгрии, позже — в Польше и при миграциях на сопредельных ареалах Польши, Литвы, Белоруссии и России. Конная торговля полностью прекратилась после нэпа.
Вероисповедание преимущественно католическое (в Европе), в России ловари — православные.

## Численность и состав
Общая численность ловарей на Украине и в России составляет около 10—13 тыс. чел. (подсчеты делались Г. Н. Цветковым вместе с представителями ловарей Украины). В России и на Украине ловари делятся на три подгруппы: унгри, бундаши и чокещи. Чокещи — крупная вица (род), отделившаяся от ловарей-унгрей в относительно недавнее время (около 100 лет назад), самая маленькая подгруппа из указанных трёх (700—1000 чел.), кроме того, небольшая часть их проживает в Северной Европе (Швеция, Дания). Вместе с бундашами в этих странах их численность составляет около 50 семей. После чернобыльской аварии практически все украинские чокещи переехали в Москву. Именно эта группа с начала XX века занималась гаданием, что послужило причиной их отделения от ловаря-унгрей. Две другие группы при советской власти занимались торговлей товарами народного потребления, в том числе алкоголем. Часть ловарей-унгрей и бундашей живут домами в пригородах, чересполосно, часть — компактными поселениями (например, во Владимирской, Тверской обл.). В наше время часть ловарей занимаются продажей продуктов, некоторые имеют свои магазины. Несколько семей ловарей работают в шоу-бизнесе.

## Быт
В быту ловари строго придерживаются старинных традиций, сохраняя представление об осквернении (магерипэ), институт цыганского суда (крис). Женщины, особенно живущие в сельской местности, придерживаются традиционных обычаев ношения одежды (ходят в удлинённых юбках, в блузках с закрытыми плечами), хотя платки можно увидеть на головах в основном у пожилых женщин. Ловари-чокещи выделяются более современной и модной одеждой, девушки до замужества носят брюки, декольтированные платья. Средний уровень образования у ловарей такой же, как у большинства цыган — 4—5 классов, у чокещи — выше (в среднем 8 классов), и среди них выше процент молодых людей и девушек, которые оканчивают вузы.
Фольклор ловарей включает несколько культурно-исторических пластов, из которых самый старый, «венгерский» пласт, утрачивается, включая небольшое число песен, сохраняющихся в памяти преимущественно старшего поколения.

## Общественная деятельность
Существуют общественные организации, объединяющие представителей местных общин ловарей.
Известно об участии ловарей в Сопротивлении во время Второй мировой войны.

## Известные ловари
- Играф Иошка — основатель Трио «Ромэн», профессор, лауреат Государственной и Ленинской премий, организатор и солист Трио «Ромэн»
- Белаш Вишневский — певец, гитарист, танцор, актёр, руководитель цыганского коллектива.
- Дуфуня Вишневский — руководитель ансамбля, артист кино, продюсер
- Георгий Цветков — режиссёр, писатель, переводчик, исследователь цыганской культуры
- Маер Янко — певец, артист, организатор фестивалей
- Антощ Янко — певец, артист, музыкальный композитор
- Маер Янко (младший) — певец, артист, музыкальный композитор
- Георгий Квик — певец, гитарист (см. также Трио «Ромэн»)
- Янош Шаркози — певец, артист Москонцерта, артист театра «Ромэн»
- Патрина Шаркози — актриса театра и кино
- Ковач, Шандор — певец, актёр, чемпион Европы по каратэ.
- Лацы Дашкенти — певец, гитарист
- Иван Бовтунов — почетный деятель культуры РФ, общественный деятель, продюсер, основатель премии «SMG awards»
- Andro – украинский рэп-исполнитель цыганского происхождения.